# 剣槍柔術永続社
剣槍柔術永続社（けんそうじゅうじゅつえいぞくしゃ）とは、1884年（明治17年）8月23日から1885年（明治18年）頃まで存在した日本武術を振興する結社。

## 沿革
明治維新後、日本の剣術や槍術、柔術が衰微するのを憂いた鷲尾隆聚、山岡鉄舟が明治16年頃から設立を構想し、明治17年8月23日に発足した。本社を東京府京橋区弓町二十一番地にある鷲尾邸の道場明鏡館に置いた。
剣術教授方、槍術教授方、柔術教授方が置かれた。剣術教授方には松崎浪四郎、吉田武士郎、榊原鍵吉、土井利治、小栗篤三郎、池田松男、鈴木清之輔が任じられ、後に菊池為之助、三浦滝蔵、山田八郎が加えられた。
会費を1円として、全国から10万人の会員を募り、会費を積み立てた利息で各県に支社を置いて道場の建設や演武大会を開催する計画であったが、この目論見ははずれ、1万5千人ほどしか集まらなかった。
公家出身の社長の金銭感覚の無さから招いた資金繰りの悪化により明治18年頃に解散し、短命に終わったが、その事業内容は大日本武徳会の先駆けといえるものであった。

## 役員
- 社長：鷲尾隆聚（元老院議官）
- 副社長：中山信安（元茨城県権令）
- 賛成：山岡鉄舟（元宮内少輔）